# Alfred Kutzscher
Alfred Kutzscher (* 10. Juli 1918 in Leipzig; † 8. Februar 1998 in Schwarzenbach an der Saale) war ein Maler und Grafiker.

## Lebensdaten
Alfred Kutzscher war der einzige Sohn von Gertrud und Ernst Kutzscher. Nachdem er die Realschule in Leipzig 1935 abgeschlossen hatte, begann er seine Ausbildung bei der Firma Eulitz in der Abteilung Malerei und Dekoration. Seine  Ausbildung als Maler und Grafiker schloss er 1937 an der Staatlichen Akademie für grafische Künste in Leipzig ab. Er war Mitglied der Reichskammer der bildenden Künste und Werbeleiter der fünf Erstaufführungsfilm-Theater der UFA in Leipzig. Im Jahr 1942 wurde er in die Wehrmacht einberufen und in Belgien eingesetzt. Zum Kriegsende befand er sich 14 Monate in britischer Kriegsgefangenschaft, wo er als Dolmetscher tätig war und trotz widriger Umstände malte und zeichnete. Er porträtierte dabei den Lagerkommandanten mit allen Familienangehörigen. Seine Familie wohnte ab 1943 zunächst in Fletschenreuth im alten Schulhaus. Als er aus der Gefangenschaft zurückkehrte, zog er mit der Familie nach Stobersreuth ins Gasthaus, bis er sich 1949 in Schwarzenbach an der Saale im Wallgarten niederließ. Seit 1960 wohnte er im Luisenburgweg. Aus seiner Ehe mit Margarete Kutzscher, geborene Riedel, gingen zwei Kinder, Christine und Michael, hervor. Als politisch aktiver Mensch war er von 1966 bis 1972 Stadtratsmitglied, Verwaltungsrat und füllte das Amt eines Kulturreferenten in Schwarzenbach aus. 1974/1975 war er als Geschäftsführer der SPD im Unterbezirk Coburg eingesetzt. Als selbständiger Kaufmann betrieb er zunächst den „Malkasten“ auf dem Richterschen Anwesen als Leihbücherei und Geschäft für Schreibwaren und Zeitungsartikel. Der Krieg hatte den geborenen Leipziger in das ihm von Jugend an infolge einer verwandtschaftlichen Beziehung zu Anton Richter vertraute Schwarzenbach geführt. Nebenbei befasste er sich mit mannigfachen Aufgaben angewandter Künste, Reklame, Plakate, Alben und erstellte Wandbilder und Porträts. Später unterhielt er ein Ladengeschäft für Schreib- und Spielwaren in der Bahnhofstraße bei der Saalebrücke. Im Jahr 1980 ging er in den Ruhestand und verkaufte den Laden. Er starb im Februar 1988 zuhause an einem Schlaganfall, im Juli fand die Ausstellung seiner Werke statt, die anlässlich seines 80. Geburtstags geplant war.

## Künstlerisches Schaffen
Er war Gründungsmitglied der seit 1967 jährlich stattfindenden Ausstellung Schwarzenbacher Maler und Mitglieder der Gruppe Nordfranken. Zur Schwarzenbacher Malergruppe gehörten neben ihm Anton Richter, Karl Bedal, Arthur Seedorf, Lore Senger, Adrian Arthur Senger, Herbert Schildbach, Fritz Stopfkuchen, Alfred Richter, Hans-Eckart und Ida Scherdel. Kutzschers Großvater und der Vater von Anton Richter waren Brüder. Neben Blumen malte er Landschaftsbilder und Porträts. Später weitete er sein Wirken auf plastische Abbildungen von Strandsequenzen aus, wobei er mit Muscheln, Sand und Farben spielte. Seine Werke erhielten auf den oberfränkischen Kunstausstellungen, die u. a. in Wunsiedel stattfanden, die Aufmerksamkeit des Publikums. Das Stillleben Gladiolen fand dort 1949 bei Kunstkritikern lobende Erwähnung. In einer Auswahl von Werken aus dem Hofer Raum war sein Bild Mohn in der Kunstausstellung München zu sehen. Ausstellungen fanden außerdem in Bad Berneck, Naila, Bayreuth, Gefrees und Marktredwitz statt. Für das örtliche Kino gestaltete er die Reklameplakate. Für die Volkshochschule bot er Kurse an für Zeichnen, Aquarell- und Porträtmalerei. 
Die Anzahl seiner Werke wird auf 150 bis 200 Bilder geschätzt, die sich teilweise noch in Familienbesitz befinden und verschenkt oder verkauft wurden. Er fertigte Aquarelle, Zeichnungen in Kohle, Ölbilder mit Pinsel und auch gespachtelt, einige Werke waren modelliert und geklebt wie z. B. seine Muschelbilder. Er porträtierte mit Aquarellmalerei, Zeichnung oder  mit Kohle.